# Moringhem
Moringhem – miejscowość i gmina we Francji, w regionie Hauts-de-France, w departamencie Pas-de-Calais.
Według danych na rok 1990 gminę zamieszkiwało 361 osób, a gęstość zaludnienia wynosiła 36 osób/km² (wśród 1549 gmin regionu Nord-Pas-de-Calais Moringhem plasuje się na 879. miejscu pod względem liczby ludności, natomiast pod względem powierzchni na miejscu 322.).

## Współpraca
Miejscowość partnerska:
- Wortegem-Petegem, Belgia